# FlatOut 2
FlatOut 2 — компьютерная игра в жанре аркадного автосимулятора, разработанная компанией Bugbear Entertainment, и изданная Empire Interactive вместе с Vivendi Universal Games. Проект является сиквелом FlatOut.
На территории стран СНГ усилиями компании «Бука» игра была выпущена раньше мирового релиза, а именно 29 июня 2006, а затем в Европе, 30 июня 2006 г. В США игра вышла 1 августа 2006 года.

## Игровой процесс
В FlatOut 2 представлены 5 режимов игры: «Карьера», «Заезд», «Одиночная гонка», «Трюки» и «Дерби», а также игра по глобальной или локальной сети с реальными людьми.
Карьера. Суть данного режима заключается в последовательном прохождении кубков и одиночных заездов. Машины в игре разделяются на три класса: дерби, гоночные и стритрейсинг. Кубки тоже делятся на 3 аналогичные группы. Кубок включает в себя от 2 до 6 трасс (их количество увеличивается по мере прохождения). После прохождения каждого из кубков открывается одиночный заезд (дерби, трюк или специальная трасса).
Одиночная гонка. Этот режим включает в себя возможность пройти все заезды из карьеры за все классы машин. Доступен в игре вдвоём.
Гонки. Этот режим предлагает Вам проехать по нескольким эллипсообразным трассам, преимущественно включающим в себя 6 кругов. Как правило, эти трассы рассчитаны на то, чтобы встретиться на полной скорости с другими игроками на перекрёстке, которых на этих трассах в изобилии. Доступен в игре вдвоём.
Трюки. В этом режиме Вам предложат «поиграть» водителем. Вам нужно будет запускать его в высоту, длину, «забивать» его в качестве мяча в футбольные ворота, в роли шара в боулинге и многое другое. Для выполнения всего этого Вам дадут на выбор пять машин. Все они с реактивными двигателями.
Дерби. Здесь Вам придётся сражаться с другими водителями на арене. Для этого можно выбирать любую открытую Вами машину. У каждого автомобиля есть своя полоска «здоровья». Она уменьшается по мере столкновения с другими водителями. Когда она обнулится, машина взорвётся, а водитель с криком вылетит через лобовое стекло. За столкновения начисляются бонусы, которые, в свою очередь, дают вам «нитро».
Внутриигровая характеристика наносимых повреждений:
- 1 звезда: «Толчок» («Бац») — не всегда намеренное и не очень сильное столкновение с противником.
- 2 звезды: «Удар» («Бабах») — сильное намеренное столкновение с противником и «Перевертыш» — надо ударить в оппонента так, чтобы он коснулся крышей земли.
- 3 звезды: «Таран» («Тарарах!») — очень сильное намеренное столкновение с противником, наносящее очень большой урон.
- 4 звезды: «Выброс» (доступный лишь в гонке) — удар такой силы и в такое место, что пилот вылетает из кабины, «Выброс» может получаться косвенно при столкновении оппонента с жестким препятствием по вине игрока.
- 5 звёзд: «Вдребезги» («Хулиган!») — столкновение с автомобилем оппонента такой силы, что его машина выходит из строя с сопутствующим взрывом.

## Отличия от первой части серии
Основным отличием от первой части стала более аркадная направленность игры, по большей мере это сказалось на физике поведения автомобиля на дороге — управление изменилось в сторону более упрощённого, повреждения носят скорее символический характер и на ходовые характеристики не влияют, исключение составляет лишь потеря одного из колес: если потеряно переднее колесо, то автомобиль будет хуже управляться в повороте, если одно из ведущих колес — медленнее разгоняться.
Аркадности игре прибавила и разрушаемость объектов на трассах и общая зрелищность заездов, появились более массивные объекты для разрушения, иногда составляющие целые конструкции, добавились взрывоопасные объекты, при контакте с которыми происходил массивный взрыв, сопровождаемый огненной вспышкой, подобный взрыв происходил вследствие полного уничтожения автомобиля.
Уделено больше внимания развлекательному режиму игры под названием «Трюки», который пополнился рядом заданий с имитацией различных командных видов спорта, таких как футбол, бейсбол, баскетбол и т. д., в которых, как и во всех состязаниях режима «Трюки», нужно было осуществить выброс водителя через лобовое стекло в соответствии с условиями выполняемого трюка.
Автомобили в игре теперь строго разделены на четыре подвида — дерби, спорт, уличные гонки и специальные модели для исполнения трюков, каждый из автомобилей строго «закреплён» в своём классе и принимать участие в гонке с автомобилями других уровней не может. Помимо вышеуказанных машин, существует ряд бонусных моделей, открываемых при помощи ввода чит-кодов.
В FlatOut 2 сделан особый упор на проработку персонажей игры, являющихся бессменными оппонентами игрока в каждом состязании, будь то гонка или выполнение трюков, в игре их семеро. Каждый из пилотов имеет свою проработанную личность, отличающую его как по внешнему виду — пол, этническая принадлежность, манера одеваться, так и вкусовыми предпочтениями в автомобилях, их цветовой раскраске и поведению персонажа на дороге во время заезда. Знакомство игрока с конкурирующими пилотами начинается ещё в начальной заставке, в конце которой они предстают изображёнными в полный рост с управляемыми ими автомобилями, кроме того, на экранах загрузки часто показываются их изображения с короткими фактами из биографии; во время заезда при приближении к любому из участвующих автомобилей в левом нижнем углу экрана всплывает подсказка с именем пилота, изображением его лица и состоянием машины.

## Саундтрек
Игра получила динамичный саундтрек в стилях рок и метал, с такими знаменитыми исполнителями как Megadeth, Rob Zombie, Nickelback и Papa Roach; основной темой игры стала дорожка «Demon Speeding» исполнителя Rob Zombie, проигрываемая в заставке.
Исполнитель — Название:
1. Alkaline Trio — «Mercy Me»
2. Alkaline Trio — «Fall Victim»
3. Audioslave — «Your Time Has Come»
4. Audioslave — «Man Or Animal»
5. Fall Out Boy — «7 Minutes In Heaven (Atavan Halen)»
6. Fall Out Boy — «Snitches and Talkers Get Stitches and Walkers»
7. Megadeth — «Symphony Of Destruction»
8. Mötley Crüe — «Dr. Feelgood» (только в режиме «Трюки»)
9. Nickelback — «Believe it or Not»
10. Nickelback — «Flat On The Floor»
11. Papa Roach — «Blood Brothers»
12. Papa Roach — «Not Listening»
13. Rise Against — «Give It All»
14. Rob Zombie — «Demon Speeding»
15. Rob Zombie — «Feel So Numb»
16. Supergrass — «Richard III»
17. Supergrass — «Road to Rouen»
18. The Chelsea Smiles — «Nowhere Ride»
19. The Vines — «Don’t Listen to the Radio»
20. Underoath — «Reinventing Your Exit»
21. Wolfmother — «Dimension»
22. Wolfmother — «Pyramid»
23. Yellowcard — «Breathing»
24. Yellowcard — «Rough Landing, Holly»
25. Zebrahead — «Lobotomy For Dummies»

## Прекращение поддержки сетевой игры сервисом GameSpy
По состоянию на октябрь 2013, при попытке войти в режим сетевой игры появляется сообщение о прекращении поддержки FlatOut 2 сервисом GameSpy.
Однако по состоянию на 16 октября 2013 года сервер поддерживает сетевую игру, но поиск игр не увенчается успехом. На данный момент поиграть с игроками можно с помощью программ — Tunngle, GameRanger, Hamachi, а также Voobly.
Помимо этого, ведётся разработка[когда?] глобальной модификации для ПК-версии игры с собственным сервером для организации матчей и ведения статистики. Также есть возможность онлайна для PS2-версии, если использовать профиль сетевых настроек консоли, для которого выбрано следующее значение DNS: 198.91.86.63 — таким образом онлайн-игра будет осуществляться с помощью проекта «OpenSpy», созданного на замену закрытому «GameSpy». Подобным образом «оживлён» онлайн для некоторых других PS2-игр.

## Оценки и мнения
| Сводный рейтинг | Сводный рейтинг | Сводный рейтинг | Сводный рейтинг | Сводный рейтинг |
| Издание         | Оценка          | Оценка          | Оценка          | Оценка          |
| Издание         | PC              | PS2             | PSP             | Xbox            |
| --------------- | --------------- | --------------- | --------------- | --------------- |
| GameRankings    | 78,29 %         | 75,11 %         | 74,46 %         | 74,91 %         |
| Game Ratio      | 73 %            | 74 %            | N/A             | 74 %            |
| Metacritic      | 76/100          | 73/100          | N/A             | 73/100          |
| MobyRank        | 83/100          | 76/100          | N/A             | 77/100          |

| Иноязычные издания    | Иноязычные издания                                                       |
| Издание               | Оценка                                                                   |
| --------------------- | ------------------------------------------------------------------------ |
| 1UP.com               | 6/10                                                                     |
| AllGame               | · (ПК)                                                                   |
| Edge                  | 6/10                                                                     |
| EGM                   | 5,17/10                                                                  |
| Eurogamer             | 8/10                                                                     |
| G4                    | 4/5                                                                      |
| Game Informer         | 7,5/10                                                                   |
| GamePro               | 3 из 5 звёзд · 3 из 5 звёзд · 3 из 5 звёзд · 3 из 5 звёзд · 3 из 5 звёзд |
| GameSpot              | 7,4/10                                                                   |
| GameSpy               | [ 21 ] [ 22 ]                                                            |
| GamesRadar+           | 8/10                                                                     |
| GameTrailers          | 8/10                                                                     |
| GameZone              | 7/10                                                                     |
| IGN                   | 8,3/10                                                                   |
| OPM                   | 7,5/10                                                                   |
| OXM                   | 7/10                                                                     |
| PALGN                 | 7/10                                                                     |
| PC Gamer (UK)         | 77/100                                                                   |
| Play (UK)             | 6,5/10                                                                   |
| TeamXbox              | 8,2/10                                                                   |
| VideoGamer            | 8/10                                                                     |
| XboxAddict            | 3,8/5                                                                    |
| Русскоязычные издания |                                                                          |
| Издание               | Оценка                                                                   |
| Absolute Games        | 81 %                                                                     |
| PlayGround.ru         | 9,2/10                                                                   |
| «Игромания»           | 8,5/10                                                                   |
| «Страна игр»          | 8/10                                                                     |

FlatOut 2 получила в основном положительные отзывы от прессы. На сайте Metacritic игра получила среднюю оценку 76/100 в версии для ПК и 73/100 в версиях для PlayStation 2 и Xbox, а на GameRankings 78,29 % для ПК, 75,11 % для PlayStation 2 и 74,91 % для Xbox.

### Награды
- Лучшая гоночная игра для PlayStation 2, PC по версии IGN в 2006.
- Лучшая гоночная игра 2006 года, 8 место в общем рейтинге 2006 года по версии журнала «Игромания».